# Yamia muta
Yamia muta là một loài nhện trong họ Theraphosidae.
Loài này thuộc chi Yamia. Yamia muta được miêu tả năm 1935 bởi Giltay.